# 🚛
🚛 is een teken uit de Unicode-karakterset dat een 
vrachtauto, en vrij specifiek een trekker met oplegger, voorstelt. Deze emoji is in 2010 geïntroduceerd met de Unicode 6.0-standaard.

## Betekenis

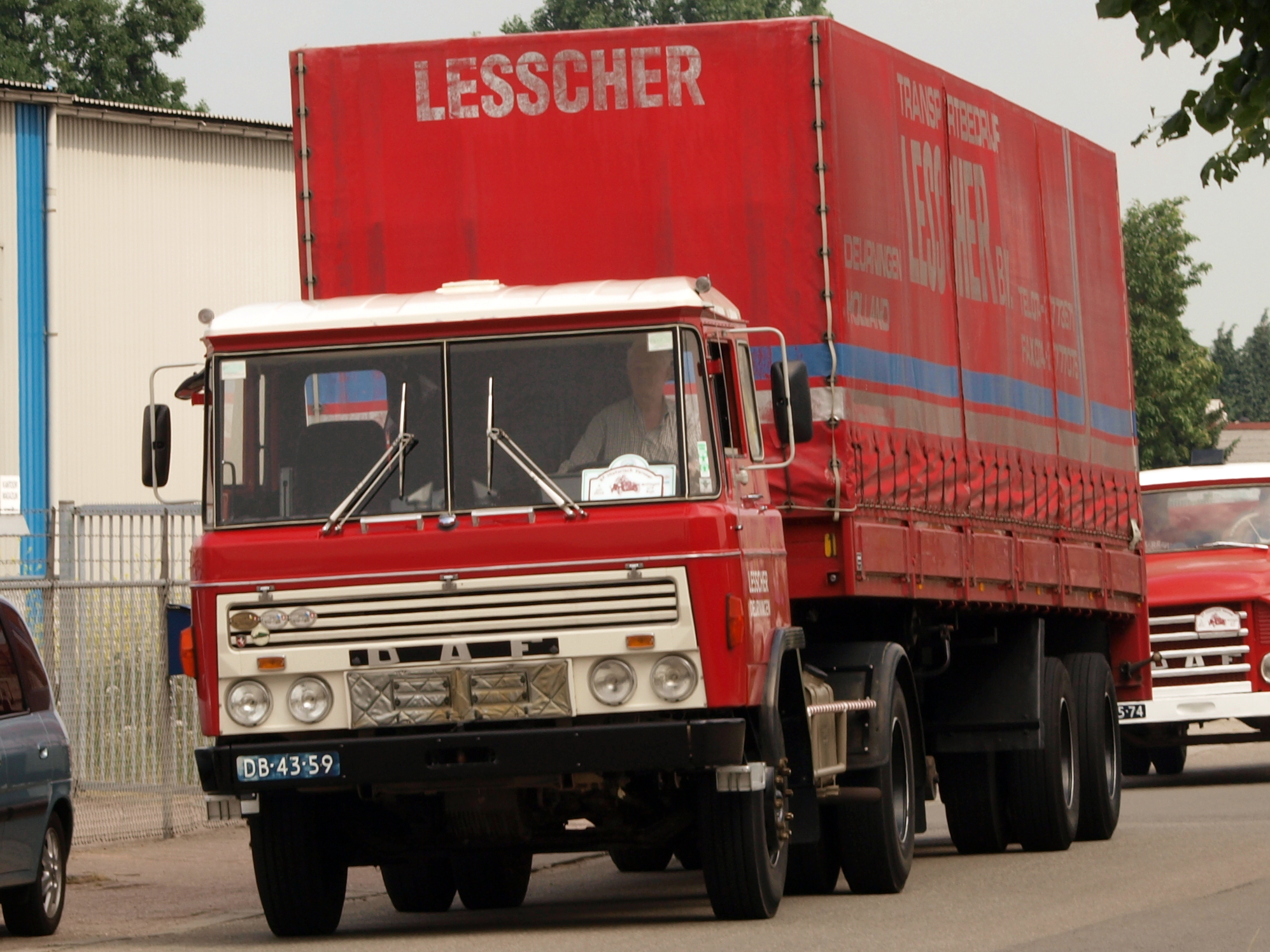
Een DAF 2600 truck met oplegger

Deze emoji geeft een grote vrachtauto, en vrij specifiek een trekker-oplegger combinatie  weer.

## Codering

De Twemoji-implementatie

### Unicode
In Unicode vindt men 🚛 onder de codepunt U+1F69B  (hex).

### HTML
In HTML kan men in hex de volgende code gebruiken: &#x1F69B;.

### Shortcode
In software die shortcode ondersteunt zoals Slack en GitHub kan het karakter worden opgeroepen met de code :articulated_lorry:.

### Unicode-annotatie
De Unicode-annotatie voor toepassingen in het Nederlands (bijvoorbeeld een Nederlandstalig smartphonetoetsenbord) is vrachtwagen. De emoji is ook te vinden met de sleutelwoorden truck, vrachtauto en vrachtwagen met oplegger.